# 御船千鶴子
御船千鶴子（日语：みふね ちづこ，（1886年7月17日—1911年1月19日））是日本明治時代一位被認為具有透視能力的超能力者。

## 生平

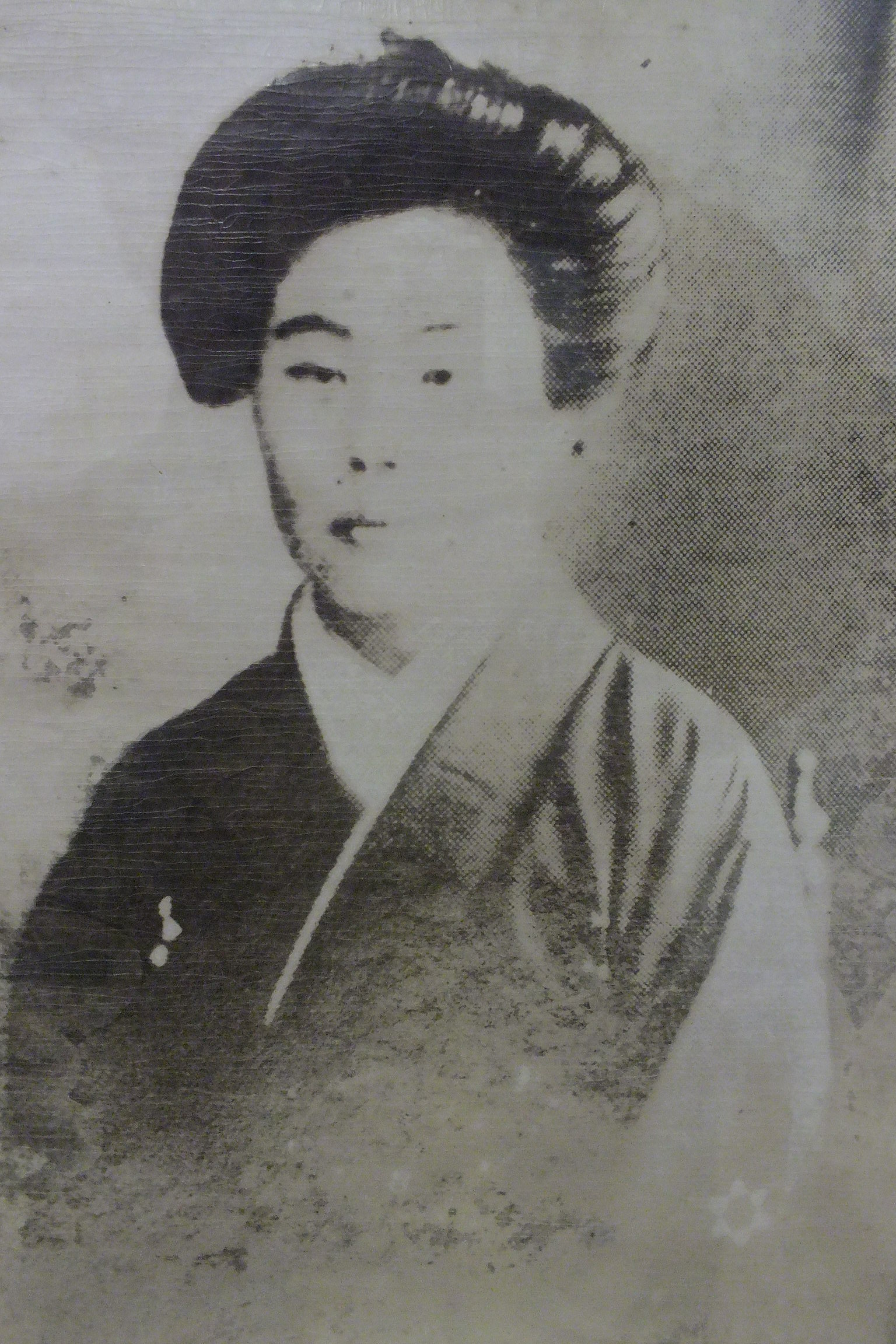
御船千鶴子（1910年）

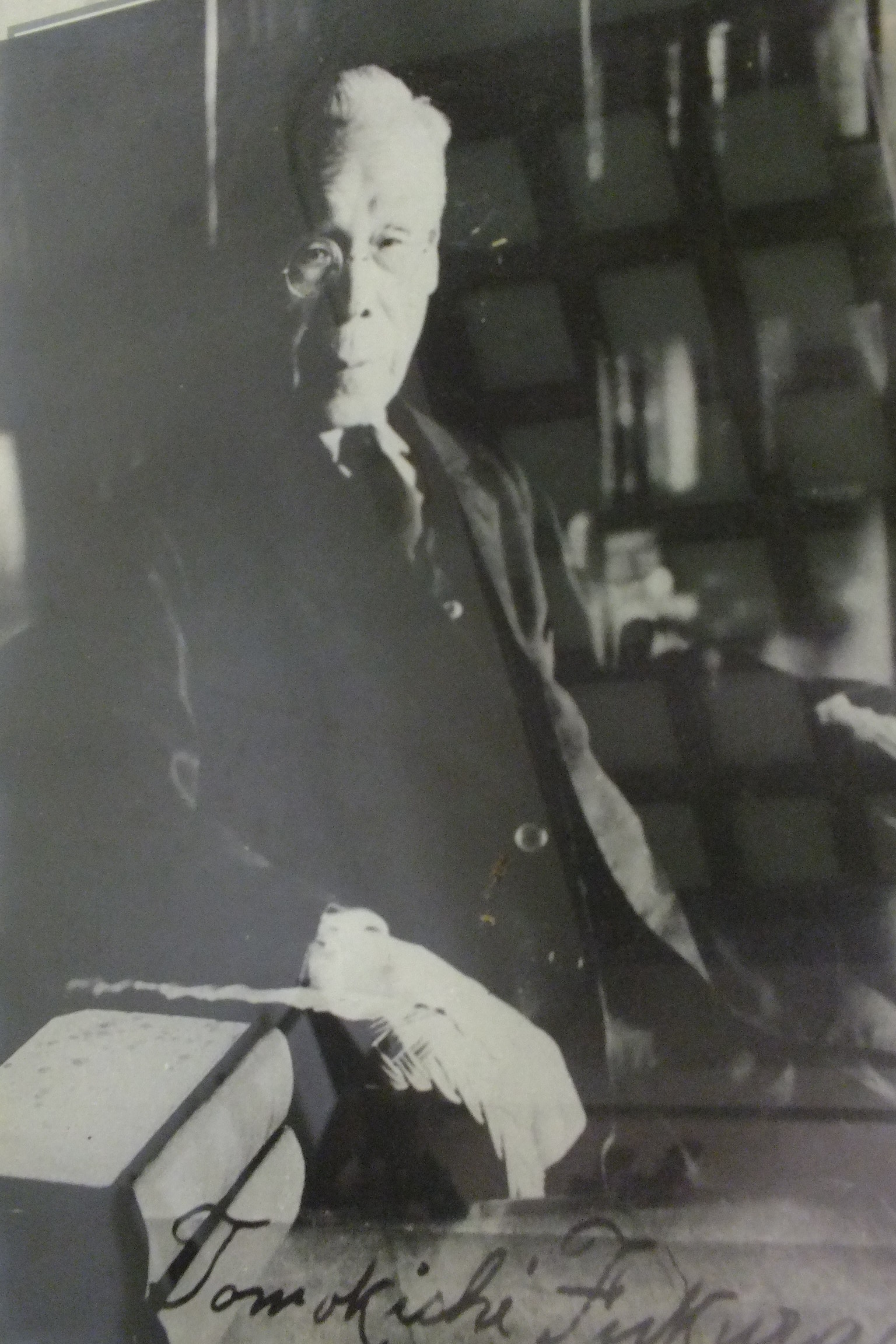
福來友吉

御船千鶴子在1886年7月17日生於熊本的御船醫生家，據記載她有聽覺障礙，但其他感官能力很敏銳。她在17歲時遇見她的姊夫清源猛雄，清源猛雄對催眠術有研究，在他對御船千鶴子進行催眠術，試圖鍛鍊她的感官能力後，發現千鶴子能夠在昏睡狀態時說出遠處的景象。1904年，日俄戰爭期間，千鶴子在被催眠時說出有關日本軍艦的戰情，三天之後，師團士兵的信件與千鶴子的說法吻合，引發了極大的關注。千鶴子還透過這項能力幫人找到遺失戒指、診斷病人的病情，她還替三井集團找到煤礦，獲得兩萬日元報酬（約等於現在的兩千萬日圓）。
千鶴子的事蹟引起京都帝國大學前總務長木下廣次的關注，木下廣次對她的能力進行驗證，在實驗成功後，她的事蹟登上報紙頭版，名聲也傳遍日本關西地區，而東京帝大助理教授福來友吉在聽聞她的消息後也對她進行一連串公開實驗，有幾場實驗很成功，但也有幾場實驗流程不夠嚴謹，被批評有串通之嫌。社會輿論開始批評千鶴子，而頗負盛名的物理學家山川健次郎也表示不相信千鶴子的超能力。
千鶴子在22歲時嫁給陸軍中尉，在婚後某日，千鶴子丈夫的錢包遺失了50日元，千鶴子向公婆表示錢應該在佛龕抽屜裡，公婆確實在抽屜中找到錢，但她婆婆認為千鶴子手腳不乾淨，便通知在戰場的兒子後，就命千鶴子離婚。

## 逝世
1911年1月19日，千鶴子吞下重鉻酸鉀服毒自盡而死亡，得年24歲。被認為是因受不了輿論批評而自盡。

## 流行文化
日本小說、恐怖電影《七夜怪談》中主角山村貞子的母親山村志津子是以御船千鶴子為原型創作。而電視劇《圈套》、漫畫《琴浦小姐》、《黃金神威》中也都有以御船千鶴子為原型創作的人物。